# Georges St-Pierre
George St-Pierre (Saint-Isidore, Quebec, 19 de maig de 1981), també conegut com a GSP, és un lluitador d'arts marcials mixtes canadenc i actual campió del pes wèlter a l'Ultimate Fighting Championship. St Pierre també és considerat per la revista Sherdog com el lluitador número 1 del pes wèlter. És considerat un dels millors al costat de BJ Penn. Ha estat protagonista de molts combats i pel·lícules relacionades amb la boxa. També apareix en diversos jocs com el UFC championship 2010.GSP (Georges St Pierre) ha practicat al llarg de la seva vida moltes arts marcials, encara que últimament ha dedicat al MMA (Mixed Martial arts), trobant ara en la franquícia UFC.
Tàctica: muay thai, jujutsu brasiler i karate kyokushin.